# Справа Лазаренка
Справа Лазаренка — карна справа, відкрита проти колишнього прем'єр-міністра України Павла Лазаренка в США за звинуваченням у відмиванні грошей, отриманих незаконним шляхом і переведених на закордонні рахунки в 1994—1999 роках.
Павло Лазаренко з 19 липня 1995 очолював Дніпропетровську обласну державну адміністрацію, з 5 вересня 1995 — перший віце-прем'єр-міністр, з 1996 до 1997 — прем'єр-міністр України. Після конфлікту з президентом Леонідом Кучмою пішов в опозицію, а з початком кримінального розслідування втік за кордон.

## Співпраця з Петром Кириченком
Перебуваючи на посаді керівника Дніпропетровської ОДА в 1993 році вступив у володіння 50 % компанії «АгроПостачЗбут» Петра Кириченка, змусивши його поступитися акціями в обмін на сприяння у бізнесі. Згодом це було кваліфіковано як вимагання і стало одним із пунктів офіційного звинувачення у суді. Тоді ж у банку American Bank in Poland у Варшаві разом з Кириченком відкрив перший рахунок. Після цього у перелік засновників компанії з часткою 50 % акцій була включена Карова, тітка дружини.
Згодом Петро Кириченко покинув Україну і оселився у США, де відкривав для Лазаренка транзитні фірми, через які здійснювалась протизаконна фінансова діяльність Лазаренка. Інформація про ділові стосунки Кириченко з Лазаренком міститься, серед іншого, у так званих «Панамських документах» — їх спільні компанії B.V.I. та Bainfield Company Ltd., зареєстровані через панамську Mossack Fonseca, використовувались для незаконного виведення коштів з України на рахунки Лазаренка.

## Співпраця з Юлією Тимошенко
Перебуваючи на посаді першого віце-прем'єра організував через комерційну компанію постачання газу та нафтопродуктів до Дніпропетровської області, а з 1996 — до України в цілому. Державна ліцензія на постачання газу була надана приватній компанії ЄЕСУ Юлії Тимошенко, яка стала партнером по бізнесу Павла Лазаренка. Надприбутки формувались шляхом завищення ціни газу для українських споживачів. Гроші виводились через турецьку компанію United Energy International Limited (UEIL), яка була дочірньою компанією ЄЕСУ, та, можливо, ще декілька закордонних компаній, що дозволяло розподілити прибутки серед енергетичних олігархів.
Серед каналів виведення грошей на рахунки Лазаренка фігурувала компанія Юлії Тимошенко Bassington Ltd, створена через Mossack Fonseca і зареєстрована на Британських Віргінських островах.

## Період від втечі до затримання
В 1998 році Лазаренко купив за 6,75 мільйона будинок на півночі Каліфорнії в США загальною площею 1,7 тис. м², який виявився найбільшим в окрузі. Маєток з будинком розташовувався на лісистому пагорбі, мав басейни та штучні озера і нагадував резиденцію Віктора Януковича у Межигір'ї.
Гроші на купівлю маєтку були отримані від Кіріченка через оболонкову компанію Dugsbery Incorporated.
Як стало відомо згодом, у цей час уже був суб'єктом міжнародного розслідування.

## Затримання і суд
У 1999 році Лазаренко був затриманий в Нью-Йорку при спробі перетнути кордон за підробленим паспортом.
Перебував деякий час в одній камері із затриманим у тому ж році у США Петром Кириченком, який вирішив, що Лазаренко дає проти нього свідчення і тому у грудні 1999 року вирішив давати свідчення проти нього і співпрацювати з судом. У 2004 році Кириченко дав свідчення, що перерахував Лазаренку 30 мільйонів доларів та допомагав відмивати гроші через Антигуа, Швейцарію та Польщу.
У серпні 2006 року Лазаренко був засуджений судом в Каліфорнії до дев'яти років тюремного ув'язнення і штрафу в розмірі $ 10 мільйонів. 1 листопада 2012 року вийшов з американської в'язниці Terminal Island на свободу.
Після виходу на свободу розпочато судовий розгляд між департаментом юстиції США і захистом Лазаренка за право розпоряджатися заарештованими коштами та майном. Американській системі правосуддя вдалося встановити місце знаходження близько $ 250 мільйонів, які були виведені Лазаренком з України корупційним шляхом.

## Вимоги щодо відшкодування коштів

### Україна
Україна домагається повернення в країну заарештованих в США активів Лазаренка. В квітні 2017 було заявлено, що США будуть повертати ці кошти з певними умовами щодо їх призначення.
Затримка з поверненням коштів виникла, у тому числі, через те, що у 2004 році Україна не оформила рішення щодо їх корупційного походження в Україні для повернення коштів. Згодом частину коштів (близько $15 млн) вдалось повернути.

### Антигуа
Частково відшкодування коштів домігся комерційний банк в Антигуа, через який відбувався трансферт. Рішення було досягнуте через угоду з судовими органами США.